# آپولیپوپروتئین ث

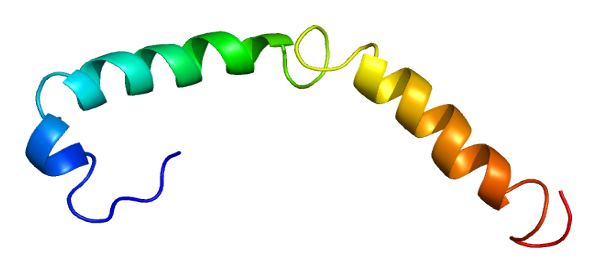
ساختار پروتئین APOC1

در زمینه زیست‌شناسی مولکولی، آپولیپوپروتئین C (انگلیسی: Apolipoprotein C) یا (APOC)، خانواده ای از چهار آپولیپوپروتئین با وزن مولکولی کم است که به عنوان CI , C-II , C-III و C-IV نامگذاری شده‌اند که اجزای سطحی شیلومیکرونها، VLDL و HDL هستند. در حالت ناشتا، آپولیپوپروتئین‌های C عمدتاً با HDL همراه هستند. در طول جذب چربی در رژیم غذایی، آپولیپوپروتئین‌های C ترجیحاً به سطح شیلومیکرون‌های غنی از تری گلیسیرید و VLDL توزیع می‌شوند.